# Rhododendron bainaense
Rhododendron bainaense är en ljungväxtart som beskrevs av Xiang Chen och C.H.Yang. Rhododendron bainaense ingår i släktet rododendron, och familjen ljungväxter. Inga underarter finns listade i Catalogue of Life.